# Katharine Cook Briggs
Katharine Cook Briggs (3 de janeiro de 1875 – 1968), foi uma estadunidense leitora ávida de psicologia, mais conhecida por, junto a sua filha Isabel Briggs Myers, ser co-autora do sistema de definição da personalidade, conhecido pela sigla MBTI (de Myers-Briggs Type Indicator), baseado nas teorias de Carl Gustav Jung. Ela ajudou a desenvolver o método com intuito de aumentar a proeficiência e satisfação de profissionais em ambientes de trabalho no periodo da segunda guerra mundial e acreditava que poderia ajudar as pessoas a se auto-conhecerem.
Foi, ainda, a responsável pela educação da filha, feita em casa, nos níveis iniciais.